# قرية الحرجم (جبلة)

تعديل مصدري - تعديل

قرية الحرجم هي إحدى قرى عزلة جبلة بمديرية جبلة التابعة لمحافظة إب، بلغ تعداد سكانها 1144 نسمة حسب تعداد اليمن لعام 2004.